# 瞬間の流レ星
『瞬間の流レ星』は、2018年6月29日公開の日本映画。同年3月3日より長野県で先行公開された。

## キャスト
- 中谷香澄 - 増田有華
- 菊池時雄 - 勇翔（BOYS AND MEN）
- 富井米司 - 坂井良多（鬼越トマホーク）
- 吉田莉子 - 生田佳那
- 深瀬秀一 - 渋江譲二
- 近藤 - 藤森慎吾（オリエンタルラジオ）
- 中谷菜摘 - 白石優愛
- 中谷史明 - マンモウ飯田
- 町田悟 - 高山猛久
- 橋元亮介 - Gendy
- 滝川 - 宮坂灯里
- 高木 - 金野博和（鬼越トマホーク）
- 伊藤 - 北村智（こてつ）
- 森 - 河合武俊（こてつ）
- 遠山 - 北川せつら（BOYS AND MEN 研究生）
- 木下 - 初恋タロー

## スタッフ
- 総監督・製作総指揮 - 源田泰章
- 監督 - 菅原達郎
- 脚本 - 中村元樹
- 撮影 - 井前隆一朗
- 照明 - 迫田遼亮
- 録音 - 寒川聖美、池田知久
- メイク - 菅原美和子
- 衣装 - 鈴木亜香弥
- 制作 - 松本真理、倉持裕希
- 空撮 - 本山哲男
- 音楽 - 辻伶
- 主題歌 - タテタカコ
- 製作 - 信州映画製作委員会
- 配給 - 源田企画株式会社[3]